# J.R. Rotem
Jonathan "J.R" Rotem, właściwie Jonathan Reuven Rotem (ur. 1975 r.w Johannesburgu) – amerykański producent muzyczny, oraz założyciel wytwórni Beluga Heights, która ma swoją siedzibę w Chalice Studios w Los Angeles.

## Życiorys

### Wczesne lata
Jonathan Reuven Rotem urodził się w Republice Południowej Afryki. Jest izraelsko-fińskiego pochodzenia. Dorastał w Forest Hill w Toronto.
Punktem zwrotnym w życiu młodego Rotema była nauka na fortepianie muzyki poważnej.

### Kariera
Po ukończeniu szkoły muzycznej w klasie fortepianu grał i komponował jazz, w latach 90. zafascynował się twórczością Snoop Dogga, zaczął ubierać się jak raper i jak sam powiedział, zakochał się w hip-hopowej muzyce. Chciał wybrać się na studia filmowe, zrezygnował jednak z nich na rzecz produkcji muzycznej co zaowocowało wyprodukowaniem piosenki "Fancy" na album Surivor zespołu Destiny's Child. Wkrótce producentem zainteresował się Dr. Dre i zorganizowana została prywatna sesja w studiu, na której Rotem mógł zaprezentować swoje pianistyczne umiejętności. Całość spodobała się Dr.Dre, który postanowił, że Rotem będzie produkował piosenki na albumy artystów jego wytwórni (m.in. Eminema). Tymczasem J.R zapytany o swoje inspiracje, wymienia właśnie Dr.Dre, a także Scotta Storcha czy Timbalanda. Wśród swoich ulubionych raperów wyróżnia m.in. Biggiego Smallsa. W kolejnych latach Rotem wyprodukował swoje największe dotychczas hity: S.O.S Rihanny i Beautiful Girls Seana Kingstona. W wywiadzie dla Remix Magazine J.R Rotem wyznaje, że do produkcji swoich utworów używa syntezatorów: Roland Juno, Roland Fantom X Rack, Roland V-Synth, Yamaha Motif, Korg Triton, a także samplera Akai MPC 2500, całość jest podpięta do systemu ProTools HD. Teksty do jego piosenek pisze głównie Evan "Kidd" Bogart.
Rotem obecnie mieszka w Beverly Hills w Kalifornii.

## Dyskografia

### Single wyprodukowane przez Rotema
| Tytuł                    | Artysta                            | Pozycja na liście | Pozycja na liście | Pozycja na liście | Pozycja na liście | Pozycja na liście |
| Tytuł                    | Artysta                            | US                | UK                | GER               | AUS               |                   |
| ------------------------ | ---------------------------------- | ----------------- | ----------------- | ----------------- | ----------------- | ----------------- |
| "S.O.S"                  | Rihanna                            | 1                 | 2                 | 2                 | 1                 |                   |
| "Whoa"                   | Lil' Kim                           | 104               | 43                | -                 | -                 |                   |
| "Push It"                | Rick Ross                          | 57                | -                 | -                 | -                 |                   |
| "I Want You"             | Paris Hilton                       | -                 | -                 | -                 | -                 |                   |
| "Beautiful Girls"        | Sean Kingston                      | 1                 | 1                 | 10                | 1                 |                   |
| "Me Love"                | Sean Kingston                      | 14                | 32                | 48                | 11                |                   |
| "Hip Hop Police"         | Chamillionaire feat. Slick Rick    | 101               | 50                | -                 | -                 |                   |
| "Fuego"                  | The Cheetah Girls                  | 122               | -                 | -                 | -                 |                   |
| "He Said She Said"       | Ashley Tisdale                     | 58                | 155               | 17                | 21                |                   |
| "Everybody"              | Britney Spears                     | -                 | -                 | -                 | -                 |                   |
| "Livin' in the Projects" | Lil Scrappy                        | -                 | -                 | -                 | -                 |                   |
| "I'm That Chick"         | Jada feat. Sean Kingston           | -                 | -                 | -                 | -                 |                   |
| "Baby Love (Remix)"      | Nicole Scherzinger feat. will.i.am | 108               | 14                | 5                 | 58                |                   |
| "Take You There"         | Sean Kingston                      | 7                 | 47                | -                 | 34                |                   |
| "What Is It"             | Baby Bash feat. Sean Kingston      | 57                | -                 | -                 | -                 |                   |
| "1 Mo Time"              | Plies                              | -                 | -                 | -                 | -                 |                   |
| "I Am the Club"          | Plies                              | -                 | -                 | -                 | -                 |                   |
| "Give You the World"     | The D.E.Y.                         | 119               | -                 | -                 | -                 |                   |
| "The Boss"               | Rick Ross feat. T-Pain             | 17                | -                 | -                 | -                 |                   |
| "Roll"                   | Flo Rida feat. Sean Kingston       | 59                | -                 | -                 | -                 |                   |
| "Bust It Baby Pt. 2"     | Plies feat. Ne-Yo                  | 7                 | 93                | -                 | -                 |                   |
| "[That's Gangsta"        | Bun B feat. Sean Kingston          | 122               | -                 | -                 | -                 |                   |
| "Ghetto Girl"            | Mann                               | -                 | -                 | -                 | -                 |                   |
| "Superman"               | Auburn                             | -                 | -                 | -                 | -                 |                   |
| "Fall Apart"             | Sarah Connor                       | -                 | -                 | -                 | -                 |                   |
| "Better in Time"         | Leona Lewis                        | 11                | 2                 | 2                 | 6                 |                   |
| "Sneakernight"           | Vanessa Hudgens                    | 88                | 164               | 98                | 94                |                   |
| "My Baby"                | Jesse McCartney                    | -                 | -                 | -                 | -                 |                   |
| "Strength"               | James Fauntleroy                   | -                 | -                 | -                 | -                 |                   |
| "Pain No More"           | E-40 feat. Game & Snoop Dogg       | 111               | -                 | -                 | -                 |                   |
| "Gamble on Me"           | Cory Gunz feat. T-Pain             | 125               | -                 | -                 | -                 |                   |
| "Defeated"               | Anastacia                          | -                 | -                 | -                 | -                 |                   |
| "Want It, Need It"       | Plies feat. Ashanti                | 96                | -                 | -                 | -                 |                   |
| "However Do U Want It"   | Maino                              | 124               | -                 | -                 | -                 |                   |
| "Next to You"            | Mike Jones feat. Nae Nae           | 71                | -                 | -                 | -                 |                   |
| "Becky"                  | Plies                              | 104               | -                 | -                 | -                 |                   |
| "Changes"                | Dima Bilan                         | -                 | -                 | -                 | -                 |                   |
| "Whatcha Say"            | Jason Derülo                       | 1                 | 3                 | 5                 | 5                 |                   |
| "In My Head"             | Jason Derülo                       | 5                 | 1                 | 10                | 1                 |                   |
| "Ridin' Solo"            | Jason Derülo                       | 33                | 2                 | -                 | 7                 |                   |
| "Everybody in Love"      | JLS                                | -                 | 1                 | -                 | -                 |                   |
| "Replay"                 | Iyaz                               | 2                 | 1                 | 7                 | 1                 |                   |
| "Solo"                   | Iyaz                               | 42                | -                 | -                 | -                 |                   |
| "Love Like Woe"          | The Ready Set                      | -                 | -                 | -                 | -                 |                   |
| "Not Lost" feat. T.I.    | B.o.B                              | -                 | -                 | -                 | -                 |                   |
| "La La La" feat. Iyaz    | Auburn                             | -                 | -                 | -                 | -                 |                   |